# Sommeil unihémisphérique

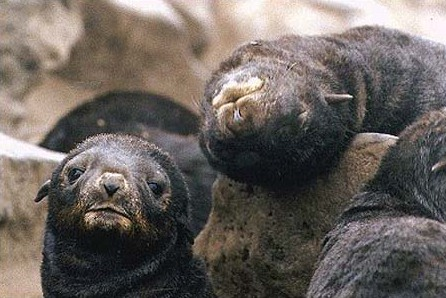
Otaries à fourrure (Callorhinus ursinus) en sommeil unihémisphérique.

Le sommeil unihémisphérique, ou sommeil unilatéral, est une variété de sommeil dans laquelle un seul hémisphère cérébral est en sommeil (caractérisé par des ondes cérébrales lentes) tandis que l'autre reste éveillé. On rencontre cette forme de sommeil chez certains animaux, notamment des mammifères marins (cétacés, phocidés et lamantins), des poissons et des oiseaux.
Cette capacité de mettre en sommeil alternativement les hémisphères cérébraux permet aux animaux marins d'assurer la position idéale du corps pour se maintenir en surface, nager et respirer pendant leur sommeil. Elle permet à des oiseaux comme les colverts d'avoir un sommeil vigilant, les volatiles ouvrant fréquemment les yeux et observant les alentours pour permettre la fuite en cas de menace.
Les dauphins, qui ne s'arrêtent pas de nager même en dormant, ne semblent pas avoir de sommeil bilatéral, ni même de sommeil paradoxal. Les otaries à fourrure du Nord, en revanche, pratiquent le sommeil unilatéral, le sommeil bilatéral et le sommeil paradoxal, aussi bien à terre qu'en mer.
Parmi les oiseaux, le sommeil unilatéral a notamment été mis en évidence, parfois combiné au sommeil bilatéral et au sommeil paradoxal, chez le Merle noir, les pigeons, le Colvert, la Frégate du Pacifique et la Grive à dos olive.
Les humains ne connaissent pas de sommeil unihémisphérique strict, mais dans un environnement non familier les deux hémisphères peuvent être endormis différemment (« effet de la première nuit »), l'hémisphère droit montrant des ondes lentes caractéristiques d'un sommeil profond tandis que l'hémisphère gauche, plus vigilant, montre des ondes lentes superficielles. Cette asymétrie disparaît dès la deuxième nuit.